# Pfrondorf (Tübingen)
Pfrondorf ist ein Stadtteil der Universitätsstadt Tübingen. Er liegt nordöstlich der Innenstadt.

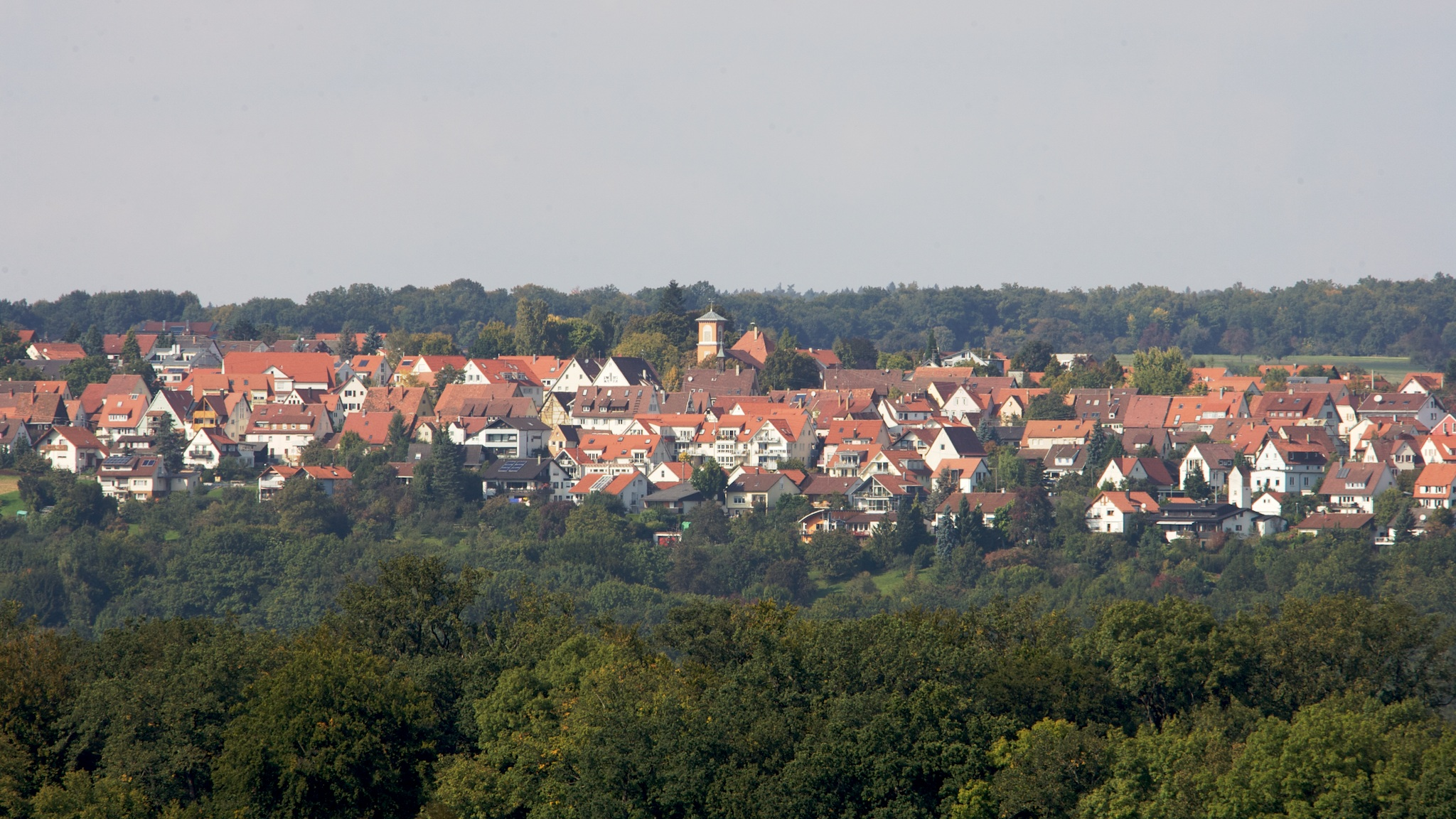
Blick von Kusterdingen übers Neckartal auf Pfrondorf

## Geschichte
Die Besiedlungsgeschichte des Ortes reicht weit zurück: auf der Gemarkung fanden sich neben germanischen Grabhügeln auch deutliche Spuren eines einstigen römischen Gutshofes sowie ein Steinbild des römischen Gottes Merkur. Im Wald Eichenfirst bei Pfrondorf wurden zwei Brennöfen aus der Römerzeit gefunden.
Der Ort Pfrondorf wurde wahrscheinlich im 7. Jahrhundert gegründet. Urkundlich erwähnt wurde er zuerst 1148. Die Herren der Gemeinde waren die Pfalzgrafen von Tübingen, die den Ort als Lehen vergaben. Zwischen 1293 und 1410 kaufte das nahegelegene Kloster Bebenhausen fast allen Grundbesitz im Ort auf und zog so die Ortsherrschaft an sich. Nach der Auflösung des Klosters in der Reformationszeit wurde der Ort vom württembergischen Klosteramt in Lustnau verwaltet und kam 1807 zum Oberamt Tübingen. Als die Gemeinde die ehemaligen Klostergüter und -gebäude 1821 erwerben konnte, verkaufte sie die Gebäude und Felder größtenteils an die Bürger. Das erste gemeindeeigene Schul- und Rathaus (Kohlplattenweg 5) wurde 1801 bezogen, 1906 wurde das Neue Schulhaus (Süßerstr. 4), und schon 1936 zusätzlich die Schuppenschule (Kohlplattenweg 16) gebaut. 1962 wurde in Ortsrandlage die Grund- und Hauptschule eröffnet, die seit 1968 bis heute als Grundschule betrieben wird. 1878 wurde das Forsthaus auf dem Einsiedel erworben, Stein für Stein abgebrochen und in Pfrondorf als Rathaus wieder aufgebaut. 1911 bekam Pfrondorf Anschluss an das Stromnetz, 1936 wurden die Wasserleitung gebaut. Der späte Wasserleitungsanschluss der Häuser hatte seine Ursache in der guten Versorgung durch die Brunnen. Zunächst bezog Pfrondorf Grundwasser aus dem Neckartal, seit den 1960er Jahren Bodenseewasser. Die Leitung vom Bodensee nach Stuttgart führt über den Westrand der Pfrondorfer Markung.
Am 1. Juli 1971 wurde Pfrondorf bei der Gemeindereform nach Tübingen eingegliedert.
Damit beschleunigte sich der schon vorher eingeläutete Strukturwandel. In das von Arbeitern und Nebenerwerbslandwirten geprägte Dorf zogen zahlreiche Mitarbeiter der Universität und des Klinikums sowie Angestellte der großen Firmen aus Stuttgart und Böblingen mit ihren Familien. Die Siedlungsfläche Pfrondorfs erweiterte sich dadurch stark. Von ungefähr 1000 Einwohnern in der Vorkriegszeit ist das Dorf auf heute knapp 3300 Einwohner gewachsen. Die örtliche Infrastruktur wurde ausgebaut: die Schönbuchhalle, zwei neue Kindergärten, das Evangelische Gemeindehaus, eine Schwimmhalle in der Kirnbachschule, der neue Friedhof samt Aussegnungshalle, ein Gewerbegebiet sowie ein zusätzlicher Sportplatz wurden erstellt. Dazu kam ein Kleinspielfeld sowie eine Basketball- und ein Beachvolleyballfeld. Der genossenschaftlich geführte Dorfladen ermöglicht nach langen Jahren wieder den lokalen Einkauf des täglichen Bedarfs. Zahlreiche kulturelle und soziale Initiativen erweiterten die traditionellen Angebote. Tempo 30 im Ort sowie eine viertelstündliche Busanbindung an die Innenstadt runden das Angebot ab. 2009 wurde die Grundschule wärmesaniert, der Musikverein baute ein Musikzentrum und an der Stelle des alten Bauhofs und der Schuppenschule entstand 2012 eine Wohnanlage für Senioren mit betreutem Wohnen und einer Hausgemeinschaft für Pflegebedürftige.

## Wappen
Die Blasonierung des ehemaligen Gemeindewappens lautet: „In Gold auf gestümmeltem rotem Ast ein sitzendes rotes Eichhörnchen, das in den Vorderpfoten einen roten Tannenzapfen hält.“
Mit der Eingemeindung nach Tübingen am 1. Juli 1971 wird es nicht mehr als amtliches Wappen geführt.

## Einrichtungen
In Pfrondorf gibt es eine Grundschule, die Sonderschule Kirnbachschule und die Schule für Erziehungshilfe der Sophienpflege, zwei Kindergärten, die Schönbuchhalle, einen Sportplatz und die evangelische Kirche. Die örtliche Verwaltungsstelle gibt wöchentlich das Mitteilungsblatt des Ortsteils heraus.

## Persönlichkeiten

### Söhne und Töchter des Ortes
- Wilhelm Heusel (1878–1958), Wirtschaftsführer
- August Nagel (1882–1943), Erfinder der Nagel-Kamera
- Johannes Paul Günther Roemer (1878–1947), Psychiater
- Hermann Römer (auch Roemer; 1880–1958), evangelischer Pfarrer, Hochschullehrer und Autor
- Theodor Roemer (1883–1951), Agrarwissenschaftler
- August Künstle (1895–1945), Pilot, siehe Absturz der Fw 200 „Hessen“ 1945

### Persönlichkeiten, die in Pfrondorf gewohnt haben
- Hermann Reuchlin (1810–1873), Historiker, war von 1842 bis 1857 erster Pfarrer in Pfrondorf
- Heinrich Buhr (1912–2001), Pfarrer und theologischer Autor
- Günter Dürig (1920–1996), führender Verfassungsrechtsprofessor, wohnte von 1969 bis 1996 in Pfrondorf
- Karl-August Schaal (1935–2017), Kaufmann, wohnte nach dem Krieg bis zu seinem Tod in Pfrondorf
- Helmut Digel (* 1944), Sportfunktionär, wohnte von 1999 bis 2007 in Pfrondorf
- Eberhard Gienger  (* 1951), Bundestagsabgeordneter und Turnweltmeister, wohnte von 1981 bis 2007 in Pfrondorf
- Hanns-Friedrich Kunz  (* 1945), Chorleiter, wohnte in seiner Jugend und seit seinem Ruhestand wieder in Pfrondorf